# Caseta del Rei Sanxo
La caseta del Rei Sanxo és un conjunt modest d'edificacions a la falda del puig del Teix a Bunyola, construïdes entre 1309 i 1310 per ordre del rei Jaume II de Mallorca. Se sap que qui en va fer ús fou el rei Sanç I de Mallorca, segurament com pavelló de caça, durant la seva estada a Valldemossa entre 1315 i 1316.